# Järn- och stålproduktion

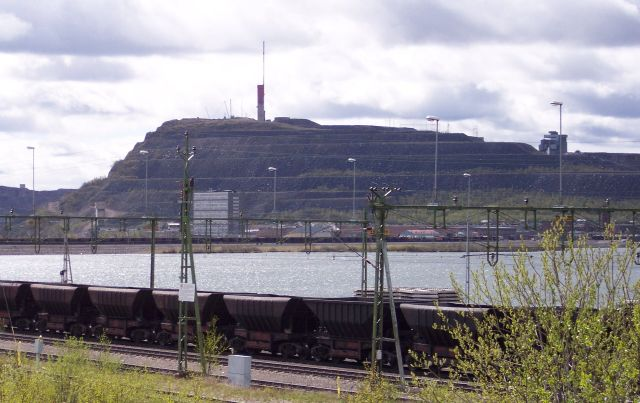
I fjället Kirunavaara bryts järnmalm, som fraktas på Malmbanan.

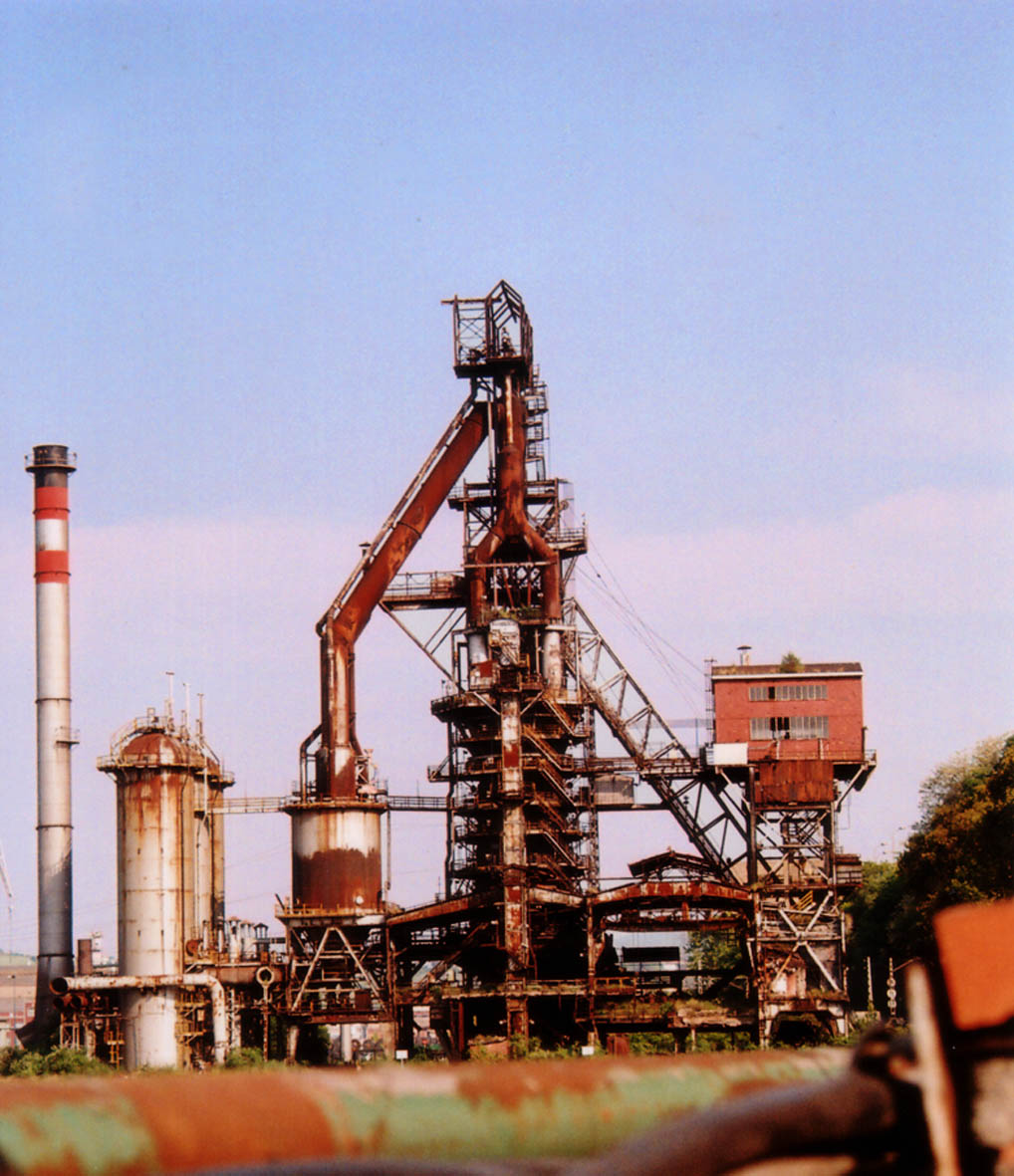
En masugn i Spanien. Masugnar är höga, och matas uppifrån med järnmalm och koks.

Järnproduktion är konsten att framställa järn- och stålprodukter från järnmalm. Denna process har flera steg, som har förändrats genom historien.

## Gruvdrift
Järnmalm är mineral som innehåller grundämnet järn i sådan halt och kemisk sammansättning att den kan användas med ekonomiskt utbyte till framställning av järn och stål. En vanlig form av järnmalm är limonit (järnockra), som återfinnes i naturen som myrmalm (i myrar och på sjöbottnar), rödjord och brun järnsten. Andra vanliga former är magnetit - svartmalm, och hematit - blodstensmalm. Magnetit och hematit bryts i gruvor.
Malmen är oftast blandad med gråberg, och behöver därför anrikas i anrikningsverk för att minska mängden slagg senare i processen. Anrikad malm i form av slig kan sintras i ett pelletsverk, till pellets som är anpassade för nästa steg - reduktionen. Man kan också rosta malmen för att avlägsna svavel.

## Reduktion
De flesta järnmalmer är oxider, där järnet är förenat med syre. För att avlägsna syret och reducera järnmalmen används ofta en masugn. I masugnen tillsätts kol i form av koks eller träkol, men det finns också masugnar som använder elektricitet för att reducera malmen. Masugnen producerar råjärn - järn som innehåller över 4 % kol. Råjärn som stelnat i tackor kallas tackjärn.
Förr användes blästerugnar för reduktion. Temperaturen var lägre än i masugnen, men man undvek hög kolhalt. Efter att färskningsmetoder utvecklats, tog masugnsreduktionerna över.
En annan reduktionsmetod är direktreduktion. Då får man järnsvamp. Ytterligare en metod, som förekom i medeltidens Kina och under industriella revolutionen, är puddelprocessen.

## Färskning
Processen att minska järnets kolhalt kallas färskning. Resultatet blir stål, som har mellan 0,15 % och 2 % kolhalt. Järn med mindre än 0,15 % kol räknas som smidesjärn, och järn med mer än 2 % kol räknas som gjutjärn.

## Bearbetning
Det färdiga järnet eller stålet kan bearbetas genom till exempel smide eller valsning. Gjutjärn bearbetas genom gjutning.

## Effekter på klimatet
Ståltillverkning har genom utsläpp av växthusgaser en stor påverkan på jordens klimat och är en av de stora bidragande faktorerna bakom den globala uppvärmningen. Globalt står utsläpp från ståltillverkning för ungefär 7% av de växthusgaser som mänsklig aktivitet ger upphov till per år. År 2024 motsvarade den andelen mer än Rysslands eller Europeiska unionens sammanlagda utsläpp av växthusgaser.
Utsläppen av växthusgaser - framför allt koldioxid - i samband med ståltillverkning sker i flera steg. I första steget sker utsläpp av koldioxid genom den förbränning av fossila bränslen som driver smältugnar för att kunna smälta rå järnmalm. För att sedan förädla den råa smältmassan till stål tillsätter man förädlat kol - koks - som i nästa steg släpper ut större volymer koldioxid än i första steget av ståltillverkningen. I ett tredje steg förädlas det tackjärn som tillverkats till stål genom att färska det och därigenom ytterligare reducera kolhalten, samt eventuellt tillsätta krom eller titan till stålet.

## Historik
Järnåldern inleddes när människan började använda järn. Stål var dyrt innan bessemerprocessen och andra färskningsprocesser uppfanns under 1800-talet. Stålet har vidareutvecklats under 1900-talet, och har till största delen konkurrerat ut smidesjärnet och gjutjärnet. Stålproduktionen i västvärlden ökade exponentiellt från 1800-talet till 1960-talet, men på 1970-talet kom stålkrisen då efterfrågan minskade och därefter stagnerade produktionen.

## Järnproduktion i Sverige

### Järnåldern
I Sverige började  järnåldern kring 1000 f.Kr., och innebar inhemsk metallproduktion.
Den tidigaste järnframställningen i Sverige skedde dels i röda jorden i Bergslagen från 400-/500-talet före Kristus fram till vår tideräknings början, dels vid ungefär samma tid i Norra Norrland med samisk asbestkeramik, baserad på asbest från norra Finland.
Lämningar efter blästerugnar, slagghögar, kolningsgropar och depåer av smidbart ämnesjärn återfinnes från folkvandringstid bland annat i Mellannorrlands inland, på boplatser i närheten av myrar och järnrika sjöbottnar, varifrån myrmalm kunde insamlas. Järnhandel skedde längs älven Ljungan och vid kusten, vid orter som utmärks med  storgravar, myntskatter och andra elitbetonade fynd. Huvudavnämare för denna handel var Mälardalen. Från Vendeltid kom istället Bergslagen att få en framträdande roll i järnproduktionen.

### Medeltid
Brytning av bergmalm började troligen inte förrän på 1100-talet. Det tidiga bergsbruket sköttes av så kallade bergslag bestående av  bergsmän och kolare. Gruvdrift och malmexport är sedan denna tid en viktig del av Sveriges ekonomi. 
Den tidigaste kända masugnen är från omkring 1150 e.Kr. i Lapphyttan i Norberg. Masugnen ersatte den tidigare blästerugnen. I Sverige var en hytta förr ett mindre järnbruk, eller en del av ett större.

### Tidigmodern tid
Det saknades kunskaper i Sverige att förädla tackjärnet, varför Gustav Vasa lät inkalla ämbetsmän och smeder från utlandet vilka bildade egna korporationer. Smideskunniga tyskar började invandra till Sverige på 1500-talet, och utförde tysksmide. Uppmuntrade av Gustav II Adolf började belgiska valloner att etablerade sig i svenskt järnbruk sedan 1600-talet och utförde vallonsmide.
Järnbruk har fått bergsprivilegium sedan 1500- och i ett fall 1400-talet, enligt Harmens register över bruk, upprättat på 1730-talet. Personer som härstammar från det bergsfrälse som så uppstod kallas bergsadel. Hammarsmed var en yrkesbeteckning på de smeder som arbetade vid vattendrivna stångjärnshammare, och bearbetade tackjärn till stångjärn. 
I källor från 1500- och 1600-talet används begreppet rote om arbetslag vid gruva eller hytta, och de gruvandelar som ägdes och brukades av sådan rote. Det kunde även åsyfta en underavdelning till hyttelag. Gruvdriven kom att kontrolleras av Bergskollegium.  
De många masugnarna gjorde att det blev brist på skog i Bergslagen, och ett stort antal järnbruk lokaliserades under 1600-talets stormaktstid till orter över hela landet, långt från gruvor men nära sjöfart, inte minst i Norrland där tillgången till skog är stor. Brukssamhällen uppstod kring bruken. Brukspatroner och förvaltare byggde herrgårdar och slott. 
Tidiga järnbruk i Sverige var ofta statliga kronobruk medan de flesta under Gustav II Adolfs tid och senare blev privatägda, ofta av utländska entreprenörer. Under Sveriges stormaktstid gick tidvis cirka 40 procent av världens järnexport via handelsplatsen Järngraven i Stockholm.

### Senmodern tid

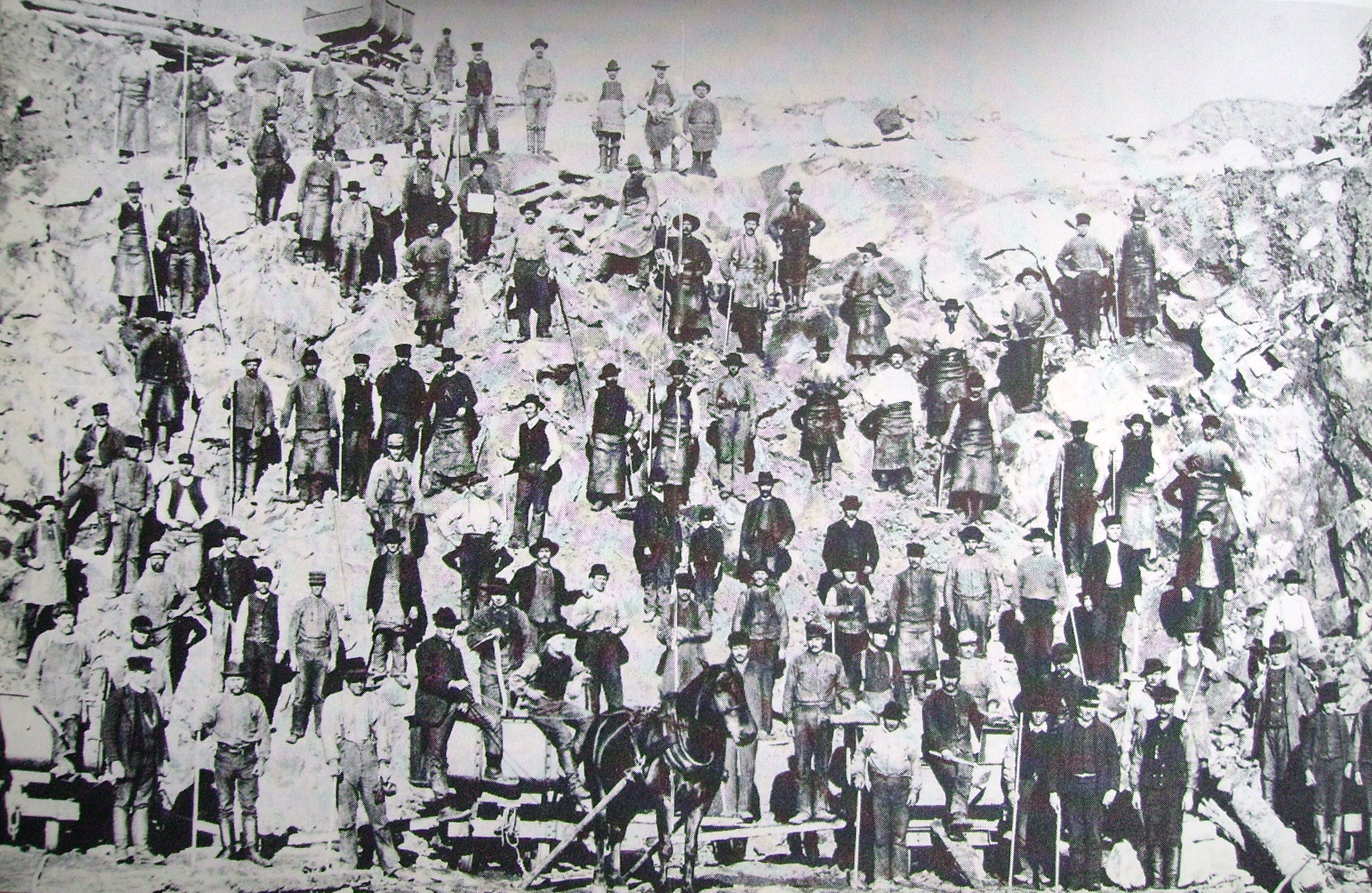
Gruvarbetare vid Malmberget, Lappland, på 1890-talet.

Viktiga svenska gruvdistrikt har under historien varit Klackbergs gruvfält (känt från 1303 som Stålberget, verksamt till 1967), Grängesbergs gruvor (verksamt från 1500-talet till 1989) och de lappländska malmfälten. Malmbrytningen i Malmberget i Gällivare kommun inleddes 1741, men kom igång på allvar i samband med att järnvägen Malmbanan år 1902 satte hamnarna i Narvik och Luleå i förbindelse med malmfälten i Malmberget såväl som Kiirunavaara i Kiruna kommun, båda i Lappland. En stor andel av Europas järnbrytning har sedan dess skett i Lappland av den statliga gruvkoncernen LKAB, grundad 1890.
Under 1830-talet infördes Lancashireprocessen i Sverige, som en härdfärskningsmetod för framställning av smidesjärn (välljärn) genom uppvärmning och färskning av tackjärn på en härd. 
Bruksdöden ägde rum under det sena 1800-talet och det tidiga 1900-talet, då en mängd mindre bruk lades ned och större järnverk istället grundades. Det hade blivit mer lönsamt att använda skogen för skogsindustri. Bruksdöden drabbade främst Bergslagen men även andra bruksorter i landet. Några kända järnverk är Sandvikens järnverk grundat 1862, Domnarvets Jernverk 1878, Oxelösunds järnverk 1913 och Norrbottens järnverk 1940. 
Stålkrisen på 1970-talet drabbades Bergslagen hårt, och innebar ett stopp för det ambitiösa projektet Stålverk 80 i Luleå. Stålkoncernen SSAB bildades under stålkrisen.